# Daniel Welbat

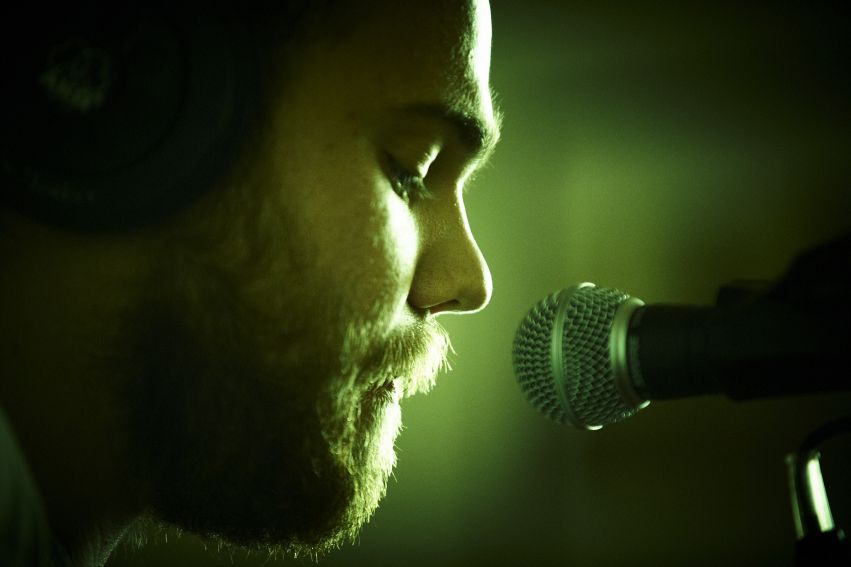
Daniel Welbat im Hafenklang Tonstudio Hamburg (2010)

Daniel Welbat (* 7. Mai 1989 in Hamburg) ist ein deutscher Blues-Rock-Musiker, Filmkomponist und Synchronsprecher. Er ist auch unter dem Pseudonym WellBad bekannt und Gründer der gleichnamigen Band.

## Leben
Daniel Welbat ist der Sohn des Filmproduzenten Douglas Welbat und der Schauspielerin Katja Brügger sowie Enkel des Schauspielerehepaars Alexander Welbat und Siegrid Hackenberg. Er erlernte nach einigen Jahren Klavier- und Gitarrenunterricht die Musiktheorie autodidaktisch. Mit 16 Jahren nahm er nach bestandenem Abitur erste selbst komponierte Lieder auf. Mit 20 Jahren gründete er zusammen mit seinem Cousin Jonathan Lehmann das Indie-Label Blue Central Records. Seine Vorbilder waren Willie Dixon, The Black Keys, Eels und Tom Waits.
Er hat in Hörspielproduktionen über Musikprojekte und Schauspiel bis zu Regie und Drehbuch von Kurzfilmen mitgewirkt. Sein Debütalbum Beautiful Disaster erschien am 11. November 2011.
Welbat komponierte den Soundtrack zu dem 2010 produzierten Film Vater Morgana. Die Aufnahmen wurden im Hafenklang-Tonstudio in Hamburg gemacht, zusammen mit dem Musikproduzenten Stephan Gade. Für den 2014 veröffentlichten Film Der 7bte Zwerg schrieb Welbat den Soundtrack und wirkte außerdem als Drehbuchautor mit.

## Filmografie (Auswahl)
- 2004: Kleider machen Leute (Kurzspielfilm; Regie und Drehbuch)
- 2009: Wittich (Pilot) (Regie, Filmmusik)
- 2010: Vater Morgana (Filmmusik)
- 2014: Der 7bte Zwerg (Filmmusik und Drehbuch)

## Synchronrollen (Auswahl)

### Filme
- 2005: Vincent Ebrahim als Mr. Caliche in Wallace & Gromit – Auf der Jagd nach dem Riesenkaninchen
- 2014: als Der singende Hahn in Der 7bte Zwerg
- 2014: Tyler Labine als Barry Burke in Verrückt nach Barry
- 2015: John Kap als Beulah’s Ehemann in Picknick mit Bären
- 2016: Makis Papadimitriou als Kostis in Nacktbaden – Manche bräunen, andere brennen
- 2022: Sofian Khammes als Kamel in Ein Triumph
- 2023: Jonathan Majors als Nathaniel Richards/Kang der Eroberer in Ant-Man and the Wasp: Quantumania
- 2023: Jack Black als Bowser (Gesang) in Der Super Mario Bros. Film

### Serien
- 2010–2012: Kurt Metzger als Randall Skeffington in Ugly Americans
- 2010–2015: Daran Norris als Chef in T.U.F.F. Puppy
- seit 2011: Larry Murphy als Teddy Francisco und Edith Cranwinkle in Bob’s Burgers
- 2014: Sheldon Bailey als Ruthless in Henry Danger (Staffel 4, Folge 1–2)
- 2015–2019: Sheldon Bailey als Ruthless in Game Shakers – Jetzt geht’s App
- 2016–2019: Rikiya Koyama als Yukichi Fukuzawa in Bungo Stray Dogs
- 2017–2025: Jordan Peele als Duke Ellington in Big Mouth (Bearbeitet auch die Liedertexte)
- 2018–2022: Kyle Kinane als Bullet, der Hund in Paradise PD
- seit 2020: Subaru Kimura als Aoi Tōdō in Jujutsu Kaisen
- 2021: Brian Drummond als Gripe in Ninjago (Staffel 15)
- seit 2021: Yūichi Nakamura als Tsukasa Shishio in Dr. Stone (Staffel 2)
- 2022: Robert Gilbert als Yusuf in Killing Eve (Staffel 4, Folge 1–7)
- 2022–2025: Jplin Sibtain als Brasso in Star Wars: Andor

## Videospiele (Auswahl)
- 2013: als Jonah in Tomb Raider
- 2014: als Lotti in Deponia
- 2015: als Jonah in Rise of the Tomb Raider
- 2016: als Samuel „Sam“ Drake in Uncharted 4: A Thief’s End
- 2018: als Luther in Detroit: Become Human
- 2018: als Jonah in Shadow of the Tomb Raider
- 2017: als Mac in Need for Speed Payback
- 2018: als Hanush von Leipa in Kingdom Come: Deliverance
- 2019: als Boozer in Days Gone
- 2023: als Cidolfus Telamon in Final Fantasy XVI
- seit 2023: als Mauga in Overwatch 2

## Diskografie (Auswahl)
- 2010: Vater Morgana Soundtrack (MovieCompany Musikverlag)
- 2010: Better Days (CD, EP, MovieCompany Musikverlag)
- 2011: Beautiful Disaster (CD, Blue Central Records)
- 2015: Judgement Days (CD, Blue Central Records)
- 2016: Jackleen EP (CD, Sun Studio)
- 2017: The Rotten (CD, Blue Central Records)
- 2019: Heartbeast (CD, Blue Central Records)

## Hörspiele (Auswahl)
- 2010: Die drei ??? und die Fußballfalle (Folge 141)
- seit 2023: Die Fußballbande (als Erzähler)[1]

## Auszeichnungen (Auswahl)
- 2004: Prädikat Wertvoll[2] der FBW für Kleider machen Leute (Kurzfilm)